# Broadway Serenade
Broadway Serenade è un film del 1939 diretto da Robert Z. Leonard.

## Produzione
Il film fu prodotto dalla Metro-Goldwyn-Mayer (MGM) (controlled by Loew's Incorporated)

## Distribuzione
Distribuito dalla Metro-Goldwyn-Mayer (MGM) (controlled by Loew's Incorporated), il film uscì nelle sale cinematografiche USA il 7 aprile 1939.